# César Cedeño
César Cedeño Encarnación (ur. 25 lutego 1951) – dominikański baseballista, który występował na pozycji środkowozapolowego.
W październiku 1967 podpisał kontrakt jako wolny agent z Houston Astros i początkowo grał w klubach farmerskich tego zespołu, między innymi w Oklahoma City 89ers, reprezentującym poziom Triple-A. W Major League Baseball zadebiutował 20 czerwca 1970 w meczu przeciwko St. Louis Cardinals, w którym zaliczył dwa odbicia. W 1972 został pierwszym zawodnikiem Astros, który zaliczył cycle, a 9 sierpnia 1976 pierwszym, który dokonał tego dwukrotnie. Podczas dwunastu sezonów występów w Houston cztery razy wystąpił w Meczu Gwiazd i pięć razy zdobył Złotą Rękawicę.
Grał jeszcze w Cincinnati Reds, St. Louis Cardinals i Los Angeles Dodgers.
| Nagroda/wyróżnienie | Lata                         | Źródło |
| 4× All-Star         | 1972, 1973, 1974, 1975       | [ 1 ]  |
| 5× Gold Glove Award | 1972, 1973, 1974, 1975, 1976 | [ 1 ]  |